# Kavaklı, Meriç
Kavaklı là một xã thuộc huyện Meriç, tỉnh Edirne, Thổ Nhĩ Kỳ. Dân số thời điểm năm 2011 là 451 người.